# Conferencia del Océano Ártico
La primera Conferencia del Océano Ártico tuvo lugar entre el 27 de mayo y el 29 de mayo del 2008 en Ilulissat, Groenlandia. Cinco países concurrieron y discutieron temas centrales relacionados con el Océano Ártico. Los participantes fueron Canadá, Dinamarca, Noruega, Rusia y los Estados Unidos. La reunión fue muy importante ya que se discutieron aspectos relacionados con regulaciones del medio ambiente, seguridad marina, exploración minera, supervisión del petróleo polar, y transporte. La conferencia concluyó con la firma por parte de los países participantes de la Declaración de Ilulissat.
La conferencia fue la primera que tuvo lugar a nivel ministerial que incluyó las cinco potencias regionales. La misma se realizó a instancias de Per Stig Moller, el ministro de Asuntos Exteriores de Dinamarca, y Hans Enoksen, primer ministro de Groenlandia en el 2007, después de que se produjeran varias disputas territoriales en el Ártico. Moller dijo: "Debemos continuar ejerciendo nuestras obligaciones en el área ártica hasta que la ONU determine quienes tendrán derecho sobre el mar y los recursos de la región. Debemos acordar las reglas y cuales son las acciones a tomar en el caso que el cambio climático haga posible aumentar la navegación por esta zona". "Necesitamos mandar una señal política común a nuestras poblaciones y al resto del mundo, explicando que los cinco estados costeros se dedicarán a desarrollar las oportunidades y desafíos de una manera responsable".

## Controversia
La decisión de incluir a ciertos miembros del Consejo Ártico y excluir otros (pueblos indígenas, Finlandia, Islandia y Suecia) de la conferencia provocó controversia.
Al defender la decisión de Dinamarca de excluir a ciertos miembros del Consejo, Thomas Winkler, jefe del Departamento de Derecho Internacional de Dinamarca dijo, "Esta reunión en Ilulissat no es de incumbencia del Consejo Ártico. Los asuntos que vamos a discutir serán asuntos que es (sic.) la responsabilidad de los cinco estados costeros del océano Ártico."
La reacción de Aqqaluk Lynge, un político de Groenlandia y expresidente del Consejo Circumpolar Esquimal, fue de preocupación en el sentido de que los pueblos indígenas del Ártico están siendo marginados. "Los Esquimales tienen su propia definición de soberanía".